# Nyctalus azoreum
Nyctalus azoreum е вид бозайник от семейство Гладконоси прилепи (Vespertilionidae). Видът е застрашен от изчезване.

## Разпространение
Разпространен е в Португалия (Азорски острови).